# Microregiunea Dombóvár
Microregiunea Dombóvár (în maghiară Dombóvári kistérség) a fost o microregiune statistică (kistérség) din județul Tolna, Ungaria.
Cu o populație de 32.489 locuitori și o suprafață de 509,02 km2, aceasta a existat până în 2014, când în Ungaria, microregiunile ”kistérségek” au fost înlocuite de districte (járások).